# Убальдо Фільйоль
Убальдо Фільйоль (ісп. Ubaldo Fillol, нар. 21 липня 1950) — аргентинський футболіст, що грав на позиції воротаря.
Виступав, зокрема, за клуби «Рівер Плейт» та «Атлетіко» (Мадрид), а також національну збірну Аргентини.
Семиразовий чемпіон Аргентини. Володар Суперкубка Іспанії з футболу та Суперкубка Лібертадорес. У складі збірної — чемпіон світу.

## Клубна кар'єра
У дорослому футболі дебютував 1969 року виступами за команду клубу «Кільмес», в якій провів три сезони, взявши участь у 92 матчах чемпіонату.
Протягом 1972–1973 років уперше захищав кольори команди клубу «Расинг» (Авельянеда).
Своєю грою за останню команду привернув увагу представників тренерського штабу клубу «Рівер Плейт», до складу якого приєднався 1973 року. Відіграв за команду з Буенос-Айреса наступні десять сезонів своєї ігрової кар'єри. Більшість часу, проведеного у складі «Рівер Плейта», був основним голкіпером команди. Відзначався досить високою надійністю, пропускаючи в іграх чемпіонату в середньому менше одного голу за матч. За час виступів за столичну команду став семиразовим чемпіоном країни, а у 1977 році визнаний найкращим футболістом Аргентини.
У 1983 році перейшов до складу клубу «Аргентинос Хуніорс», де виступав протягом першої половини 1983 року, а потім вирішив продовжити виступи у Бразилії, де захищав ворота клубу «Фламенго» з Ріо-де-Жанейро.
У 1985 році отримав запрошення продовжити кар'єру в Іспанії від мадридського клубу «Атлетіко». Оскільки «Атлетіко» став володарем Кубку Іспанії, Убальдо Фільйоль узяв участь у двоматчевій дуелі за Суперкубок Іспанії із «Барселоною», у якій мадридський клуб став переможцем, а Фільйоль — володарем Суперкубку. Як володар Кубка Іспанії, «Атлетіко» успішно виступив у розіграші Кубку володарів кубків 1985–1986, лише у фіналі поступившись київському «Динамо».
Провівши у Європі лише один сезон, Фільйоль повертається на батьківщину, де удруге захищав ворота клубу «Расинг» з Авельянеди. За час виступів у клубі став володарем Суперкубка Лібертадорес у 1988 році.
Завершив професійну ігрову кар'єру у клубі «Велес Сарсфілд», ворота якого захищав протягом 1989–1990 років.

## Виступи за збірну
1975 року дебютував в офіційних матчах у складі національної збірної Аргентини. Протягом кар'єри у національній команді, яка тривала 9 років, провів у формі головної команди країни 58 матчів, пропустивши 47 голів.
У складі збірної уперше був учасником чемпіонату світу 1974 року у ФРН. У 1978 році став основним воротарем збірної, і на домашньому для своєї збірної чемпіонаті світу 1978 року здобув разом із командою титул чемпіона світу. Окрім цього, брав участь у чемпіонаті світу 1982 року в Іспанії та розіграші Кубка Америки 1983 року. Цікавим є той факт, що на чемпіонатах світу у збірної Аргентини нумерація футболістів проводилась у алфавітному порядку, тому Фільйоль на переможному чемпіонаті світу 1978 року мав номер 5, а на чемпіонаті світу 1982 року номер 7.

## Кар'єра тренера
Убальдо Фільйоль працював тренером воротарів збірної Аргентини. У 2004 році нетривалий час був головним тренером клубу «Расинг» (Авельянеда).

## Титули і досягнення
- Чемпіон Аргентини (7):

«Рівер Плейт»: 1975 (Метрополітано), 1975 (Насьйональ),1977 (Метрополітано), 1979 (Метрополітано), 1979 (Насьйональ), 1980 (Метрополітано), 1981 (Насьйональ)
- Володар Суперкубка Іспанії з футболу (1):

«Атлетіко Мадрид»: 1985
- Володар Суперкубка Лібертадорес 1:

«Расінг» (Авельянеда): 1988
- Чемпіон світу (1):

1978